# Next Plane Home
"Next Plane Home" là đĩa đơn thứ sáu bởi nam ca sĩ người Canada từng được đề cử giải Grammy, Daniel Powter. Đây là đĩa đơn mở đầu cho album phòng thu thứ ba của anh, Under the Radar. Nó được phát hành đầu tiên ngày 20 tháng 8 năm 2008 ở Nhật Bản.

## Video âm nhạc
Video âm nhạc cho "Next Plane Home" được đạo diễn bởi Markku Lahdesmaki ngày 18 tháng 7 năm 2008. Nó được quay với bối cảnh ở sa mạc, Lancaster, California, tọa lạc chính xác ở 70 dặm (112,5 km) về phía bắc đường bộ thành phố Los Angeles ở Thung lũng Antelope, miền Nam California. Ca sĩ chính, Daniel Powter mang một chiếc áo vest xám, chơi piano và chờ con gái đến trong khi những chiếc máy bay đang bay xung quanh.

## Xếp hạng
| Bảng xếp hạng (2008)  | Vị trí cao nhất |
| --------------------- | --------------- |
| Swedish Singles Chart | 29              |
| UK Singles Chart      | 70              |